# Raoul Bellanova
Raoul Bellanova (Rho, Italia, 17 de mayo de 2000) es un futbolista italiano que juega en la demarcación de defensa para el Atalanta B. C. de la Serie A.

## Trayectoria
Tras empezar a formarse como futbolista en las categorías inferiores del A. C. Milan, finalmente en 2019 se marchó al F. C. Girondins de Burdeos. El 10 de agosto de 2019 debutó con el primer equipo en la Ligue 1 ante el Angers S. C. O. El 30 de enero de 2020, tras no contar con oportunidades en el Girondins, se marchó cedido al Atalanta B. C. por un año y medio. Su debut con el equipo italiano se llevó a cabo el 14 de julio de 2020 en la Serie A contra el Brescia Calcio al sustituir a Timothy Castagne en el minuto 73. En septiembre del mismo año fue prestado al Delfino Pescara 1936 por el conjunto bergamasco. En agosto de 2021 acumuló una nueva cesión, esta vez al Cagliari Calcio.

## Selección nacional
El 24 de marzo de 2024 hizo su debut con la selección de Italia en un amistoso ante Ecuador que ganaron por cero a dos.

### Participaciones en Eurocopas
| Copa          | Sede     | Resultado        | Partidos | Goles |
| ------------- | -------- | ---------------- | -------- | ----- |
| Eurocopa 2024 | Alemania | Octavos de final | 0        | 0     |

## Estadísticas

### Clubes
Actualizado al último partido disputado el 25 de mayo de 2025.
| Club                               | Div.          | Temporada     | Liga  | Liga  | Copas nacionales | Copas nacionales | Copas internacionales | Copas internacionales | Total | Total |
| Club                               | Div.          | Temporada     | Part. | Goles | Part.            | Goles            | Part.                 | Goles                 | Part. | Goles |
| ---------------------------------- | ------------- | ------------- | ----- | ----- | ---------------- | ---------------- | --------------------- | --------------------- | ----- | ----- |
| F. C. Girondins de Burdeos Francia | 1.ª           | 2019-20       | 1     | 0     | 0                | 0                | ―                     | ―                     | 1     | 0     |
| F. C. Girondins de Burdeos Francia | Total club    | Total club    | 1     | 0     | 0                | 0                | 0                     | 0                     | 1     | 0     |
| Atalanta B. C. · Italia            | 1.ª           | 2019-20       | 1     | 0     | 0                | 0                | ―                     | ―                     | 1     | 0     |
| Delfino Pescara 1936 · Italia      | 2.ª           | 2020-21       | 30    | 0     | 1                | 0                | ―                     | ―                     | 31    | 0     |
| Delfino Pescara 1936 · Italia      | Total club    | Total club    | 30    | 0     | 1                | 0                | 0                     | 0                     | 31    | 0     |
| Cagliari Calcio · Italia           | 1.ª           | 2021-22       | 31    | 1     | 0                | 0                | ―                     | ―                     | 31    | 1     |
| Cagliari Calcio · Italia           | Total club    | Total club    | 31    | 1     | 0                | 0                | 0                     | 0                     | 31    | 1     |
| Inter de Milan · Italia            | 1.ª           | 2022-23       | 18    | 0     | 1                | 0                | 3                     | 0                     | 22    | 0     |
| Inter de Milan · Italia            | Total club    | Total club    | 18    | 0     | 1                | 0                | 3                     | 0                     | 22    | 0     |
| Torino F. C. · Italia              | 1.ª           | 2023-24       | 37    | 1     | 2                | 0                | —                     | —                     | 39    | 1     |
| Torino F. C. · Italia              | 1.ª           | 2024-25       | 1     | 0     | 1                | 0                | —                     | —                     | 2     | 0     |
| Torino F. C. · Italia              | Total club    | Total club    | 38    | 1     | 3                | 0                | 0                     | 0                     | 41    | 1     |
| Atalanta B. C. · Italia            | 1.ª           | 2024-25       | 34    | 0     | 1                | 0                | 8                     | 1                     | 43    | 1     |
| Atalanta B. C. · Italia            | Total club    | Total club    | 35    | 0     | 1                | 0                | 8                     | 1                     | 44    | 1     |
| Total carrera                      | Total carrera | Total carrera | 153   | 2     | 6                | 0                | 11                    | 1                     | 170   | 3     |

## Palmarés

### Títulos nacionales
| Título              | Club           | País   | Año  |
| ------------------- | -------------- | ------ | ---- |
| Supercopa de Italia | Inter de Milán | Italia | 2022 |
| Copa Italia         | Inter de Milán | Italia | 2023 |